# 黒頭は紅頭にしかず、紅頭は無頭にしかず
黒頭は紅頭にしかず、紅頭は無頭にしかず（こくとうはこうとうにしかず、こうとうはむとうにしかず、中国語: 黑头管不住红头，红头管不住无头）とは、中華人民共和国において、中国共産党の政策や決定が法体系上の重要な構成要素であることを簡潔に表現する法格言である。

## 概説
中国語で「頭」とは、文書の表紙に書かれたタイトルを表し、中国では法律文書は一般に黒字で印刷され、行政文書は赤字で印刷される。従って、「黒頭」とは法律を指し、「紅頭」とは行政文書、「無頭」とは指導者の指示を意味している。かつて中国では、プロレタリア文化大革命（文革）の時代まで、党の政策、決定はそれ自体が法律の構成部分とみなされていた。しかも「党政不分、以党代政」と言われるように党と国家の癒着、一体化が極限まで達していた。しかし、文革後の法治主義の転換にあわせて、党政分離の原則が復活したことにより、党の政策は法律とは峻別され、法体系の外に置かれることになった。しかし、それはあくまで形式上の話であって、実体は党の政策や決定が重要な構成要素であり、中国では法治でなく人治が優勢であることを、本法格言が端的に表現している。

## 党規国法の体系
このような法格言が言われる背景は何であろうか。近代国家において、法律とは国家機関において制定された法規を指し、このことは中国でも同じである。法規範の体系はこのような法規のみならず、慣習法や判例なども加えて構成されているが、あくまでも後者は前者を補充するものに過ぎない。これに対し中国の法体系では、国家機関によって決定された法律の上位に、党機関において決定された様々な決議、命令、通知、規則などが存在し、法律の執行に影響力を行使している。党による影響力の行使は、国の立法に対する指導という間接的な方法をとっても行われているが、党自身の下す様々な決定が、法律の施行を拘束するものとして、直接的な影響力を行使しているのである。そもそも中華人民共和国憲法前文第7段第4文に「中国の諸民族人民は、引き続き中国共産党の指導のもと、マルクス・レーニン主義、毛沢東思想、鄧小平理論および"三つの代表"の重要思想に導かれ、人民民主主義独裁を堅持し、社会主義の道を堅持し」と明記している。ここに規定されている党の指導は、国家作用のあらゆる領域に及び、人大、行政、司法、検察の全活動をカバーする。とりわけ軍、幹部人事、メディアに対しては絶対的なコントロールを手放さない。社会主義国家中国においては党の決定が法律に優先する存在であり、現在においても中国の法体系は、これを維持している。このような中国の法体系からすれば、「紅頭は無頭にしかず」は建前としては否定されるも、「黒頭は紅頭にしかず」は、党規国法の体系を前提に肯定せざるを得ない。この問題は中国法の本質的な構造に由来する根本的な矛盾にほかならない。

## 展開
1999年の憲法改正で、「依法治国」の原則が明記されたことをうけ、同年に国務院は「法に従う行政を全面的に推進するについての決定」を公布し、各行政機関が一層法律を順守することを求めた。しかし、この決定は行政による法の順守の必要性を述べ、その方針を示したものに過ぎず、具体的な効果はなかった。2004年、国務院は「法に従う行政を全面的に推進するについての実施要項」を通知し、10年の期限を定めて、達成すべき具体的な目標を設定した。しかし、この通知も、経済政策の実施に関わる行政の違法行為とりわけ地方政府による違法な開発や土地収用が行われ、社会の厳しい批判を受けるという状況に対して効果はなかった。そこで2010年、国務院は『法治政府の建設を強化するについての意見』を通知した。市民による抗議行動の大規模化、焼身自殺に代表される行動の過激化は行政側の責任であると指摘し、行政が法を順守することの必要性を自覚し、危機感をもってその対策を講ずるよう求めた。これ以後、「法治政府建設」をキーワードとする地方政府での取り組みが活発化している。

## 湖南モデル
その中でも注目されるのが、2008年に省レベルで唯一となる行政手続き規定を制定した湖南省の取り組みである。2011年には、湖南省党委員会は「法治湖南建設要綱」を公布したが、ここにおいて、紅頭の中でも最も優位に位置づけられている党の規範性文書について、法律に従わなければならないと明記した。「黒頭は紅頭にしかず」の現状を打破するものとして画期的なものである。